# Endingen am Kaiserstuhl
Endingen am Kaiserstuhl est une ville allemande située dans le land de Bade-Wurtemberg et l'arrondissement d'Emmendingen. Elle se trouve sur la partie nord du Kaiserstuhl.

## Quartiers

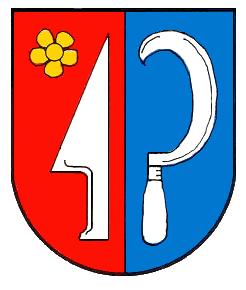
Amoltern
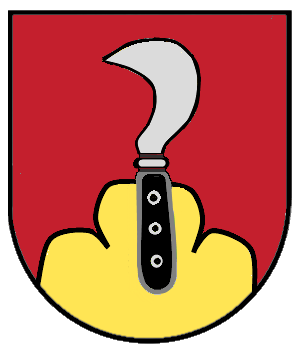
Kiechlinsbergen
Königschaffhausen

## Jumelage
- Erstein (France) depuis 1970
- Coulonges-sur-l'Autize (France) depuis 1982
- Colonia Tovar (Venezuela) depuis 1948